# François Pallu
François Pallu (Tours, 31 agosto 1626 – Jiangsu, 29 ottobre 1684) è stato un vescovo cattolico e missionario francese.

## Biografia
Decimo di diciotto fratelli, fu avviato giovanissimo alla carriera ecclesiastica: ebbe un canonicato nella collegiata di San Martino a Tours e nel 1650 fu ordinato prete.
Insieme con Pierre Lambert de la Motte, fu uno dei primi due vicari apostolici inviati dalla Santa Sede in Cocincina e Tonchino per organizzare le missioni e formare un clero indigeno.
Consacrato vescovo di Eliopoli in partibus nel 1658, prima di partire per l'Asia gettò le basi per una compagnia di preti secolari disposti a lavorare in terra di missione: tale attività fu all'origine del collegio generale e della società per le missioni estere di Parigi.
Partì per il Siam il 2 gennaio 1662 e giunse a destinazione dopo un viaggio di due anni, dopo aver perduto molti compagni.
Fece presto ritorno in Europa, per informare la Santa Sede circa la situazione delle missioni, e durante il viaggio di ritorno in Asia la sua nave fece naufragio: fu catturato dagli spagnoli a Manila e condotto prigioniero in Messico. Rimesso in libertà, torno a Roma e poi a Parigi, dove curò gli affari della società per le missioni estere.
Nel 1680 fu nominato amministratore generale delle missioni cinesi e si rimise in viaggio per l'Asia. Fu catturato e tenuto prigioniero a Formosa per alcuni mesi, ma riuscì a raggiungere il Fujian nel 1654.
Morì in Cina. I suoi resti furono trasferiti a Hong Kong nel 1912 e nel 1954 a Parigi, nella cappella del seminario per le missioni estere.

## Genealogia episcopale
La genealogia episcopale è:
- Cardinale Scipione Rebiba
- Cardinale Giulio Antonio Santori
- Cardinale Girolamo Bernerio, O.P.
- Arcivescovo Galeazzo Sanvitale
- Cardinale Ludovico Ludovisi
- Cardinale Luigi Caetani
- Vescovo Giovanni Battista Scanaroli
- Cardinale Antonio Barberini, O.S.Io.Hieros.
- Vescovo François Pallu, M.E.P.